# Lützow (zsebcsatahajó)
A Deutschland – később Lützow – Németország haditengerészetének egyik „páncélos hajója” (német: Panzerschiff, közkeletű nevén „zsebcsatahajója”), későbbi átminősítéssel nehézcirkálója volt. A Deutschland-osztály elsőként megépült egysége, egyben névadója is volt. A hajót a weimari köztársaság idején rendelték meg a Reichsmarine számára, 1929. februárjában fektették le a gerincét a Deutsche Werke kieli hajógyárában és 1933 áprilisában fejezték be az építését. Nevét 1939 novemberében változtatták Lützow-ra (ejtsd: Lücó), miután a Hipper-osztály hasonló nevű félkész állapotban lévő egységét eladták a Szovjetuniónak az előző évben. Nehézcirkálóvá való átminősítésére 1940 februárjában került sor.
A Deutschland Kriegsmarine szolgálatában vett részt a spanyol polgárháború idején a nemzetközi blokád fenntartásában, melynek során egy alkalommal köztársasági repülőgépek intéztek ellene emberveszteséggel járó támadást. A második világháború kezdetén az Atlanti-óceán északi részén portyázott ellenséges kereskedelmi útvonalakat veszélyeztetve. A kedvezőtlen időjárás miatt ezen a bevetésén csekély sikereket ért csak el. 1940 tavaszán – már a Lützow névvel – részt vett a Weserübung hadműveletben. A dröbaksundi csata során megsérült és Németországba vonták vissza ezek kijavításához. Út közben egy brit tengeralattjáró torpedója súlyosan megrongálta.
A javítási munkálatokkal 1941 márciusában végeztek, ami után visszatért Norvégiába, hogy csatlakozzon a Szovjetunió felé tartó konvojok ellen itt összevont erőkhöz. A PQ 17 jelzésű konvoj ellen végrehajtott Rösselsprung hadművelet során zátonyra futott, ami miatt ismét vissza kellett térnie Németországba. A következő harci bevetése a barents-tengeri csata alkalmával volt az Admiral Hipper nehézcirkálóval közösen. A bevetés célja a JW 51B jelzésű konvoj elfogása lett volna, de a vállalkozás nem járt sikerrel. Hajtóműproblémái egy sor javítást tettek szükségessé 1943 végén, ami után a hajó a Balti-tengeren maradt. Brit bombázók támadása következtében 1945 áprilisában a Kaiserfahrt sekély vízében megfeneklett, ami után tüzérségi ütegként alkalmazták a közeledő szovjet szárazföldi haderő ellen. 1945. május 4-én a legénysége robbanótöltetekkel tette használhatatlanná. A szovjetek 1947-ben kiemelték, majd kísérleti robbantások során süllyesztették el a Balti-tengeren.

## Megépítése

### Megépítését övező politikai viták
Az első világháború után Németország már nem rendelkezett nagyméretű modern hadihajókkal. A versailles-i békeszerződés értelmében a haditengerészete csak a Braunschweig- és a Deutschland-osztály hat elavult csatahajóját tarthatta meg, amik mellé 1920-ban két továbbit engedélyeztek tartalékban tartandónak. Ezen kívül az antant meghatározta, hogy ezek a nehéz egységek 20 év szolgálati idő után pótolhatók legfeljebb 10 000 t vízkiszorításúakkal. Itt arra nem tértek ki konkrétan a szerződésben, hogy a vízkiszorítást mi alapján kell számítani. Miután már 1920-ban fontolóra vették a régi csatahajók új egységekkel való pótlásának lehetőségeit, 1926-ban konkrét tervezési munkálatokra került sor. 1927-ben bukkantak fel a „Panzerkreuzer A” jelzéssel ellátott hadihajó megépítésének tervei a Reichstag védelmi költségvetésében, ami az 1928-as választások során heves vitákat gerjesztett. Az SPD a „Gyermekek étkezetetéséért – a páncélos cirkálóépítés ellen!” („Für Kinderspeisung – gegen Panzerkreuzerbau!“) szlogent hangoztatta és jelentős számú szavazatot tudott megszerezni magának ezzel. A kormányzat felállításakor azonban a minisztereik, Rudolf Hilferding, Carl Severing és Rudolf Wissell valamint Hermann Müller kancellár a Német Néppárt (DVP) nyomására hozzájárult a megépítéséhez. Az SPD frakcióvezetője, Rudolf Breitscheid a párttársai szavazatát a következőkkel indokolta:
„Azzal, hogy késznek mondtuk magunkat a kormányzatba való belépésre, úgy a Panzerkreuzer ’A’ megépítését is elfogadtuk. Mindamellett megtehettük volna, hogy a négy miniszterünk Nemmel szavaz és más kiadásokat támogatunk, különösképpen az olyanokat, melyek szociálpolitikai célokat nyilvánítanak fontosabbaknak, mint egy pótlásnak szánt új építésű hadihajót. Mi el is szántuk magunkat erre, de a demokraták [a Német Demokrata Párt] annyiban áthúzták a számításaikat, hogy kinyilvánították, döntéseik minden esetében a szociáldemokráciához akarnak csatlakozni. Ezzel az elutasítás került volna többségbe, és ez ahhoz a válsághoz vezetett volna, amit az elvtársaink el akartak kerülni.”

### Vízrebocsátása
A Deutschlandot a Reichsmarine a kieli Deutsche Werkétől rendelte meg Ersatz Preussen átmeneti megnevezéssel, a Preussen pre-dreadnought csatahajó pótlásaként. A gerincét 1929. február 5-én fektették le 219-es építési számmal és 1931. május 19-én bocsátották vízre. A vízrebocsátáskor Heinrich Brüning kancellár végezte a keresztelését. Egy farönk korai kivétele miatt a hajótest idő előtt megindult a sójáról, mikor még Brüning a keresztelő beszédét végezte. Az eset nagy derültséget keltett a meghívott vendégek körében. Paul von Hindenburg birodalmi elnök, akinek a keresztelést kellett volna végeznie, ezt a következő szavakkal kommentálta:
„Úgy vélem a kis hajó nem fogyaszt alkoholt.”

Képek a vízrebocsátásról
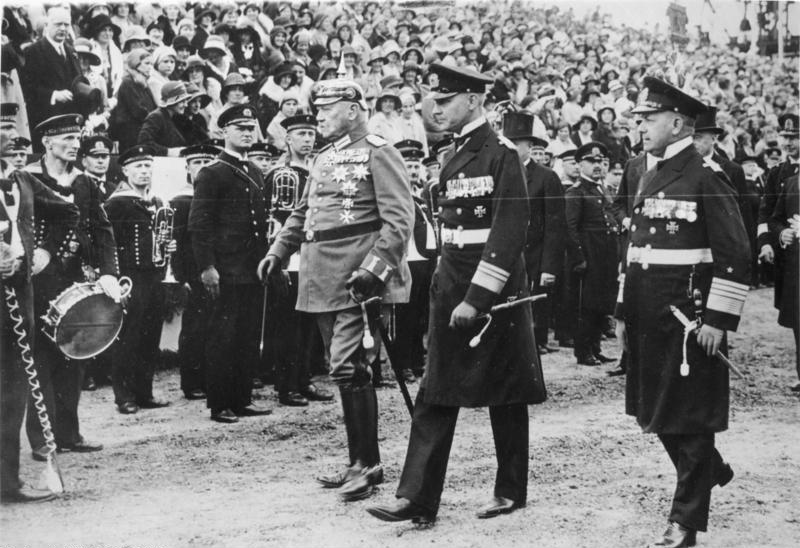
Hindenburg birodalmi elnök útban a keresztelésre – jobb szélen Erich Raeder tengernagy
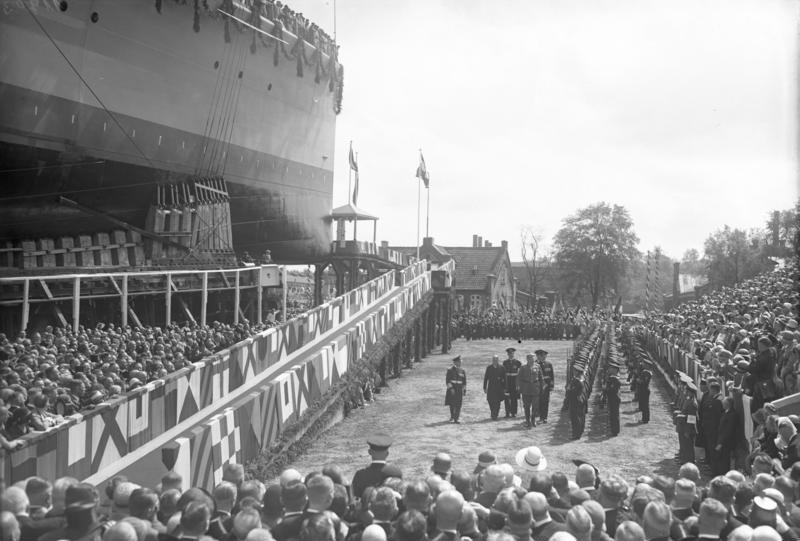
Hindenburg és Groener védelmi miniszter elhalad a díszszázad előtt
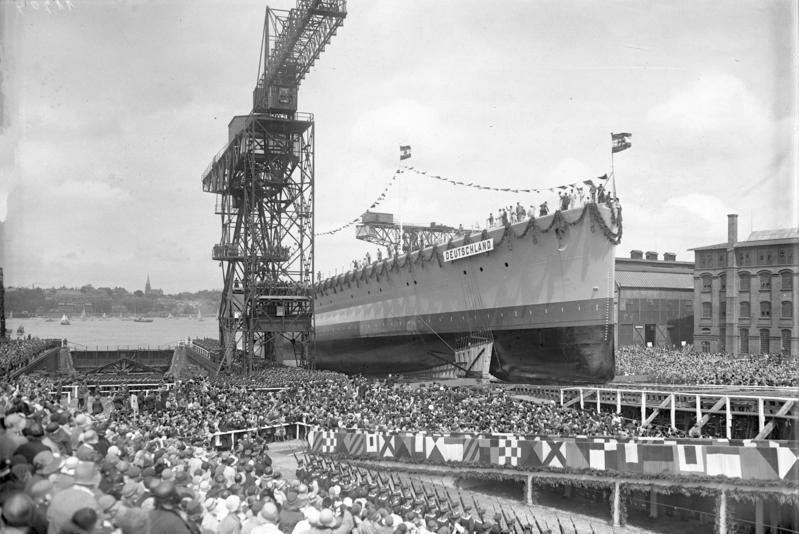
Indul a hajótest
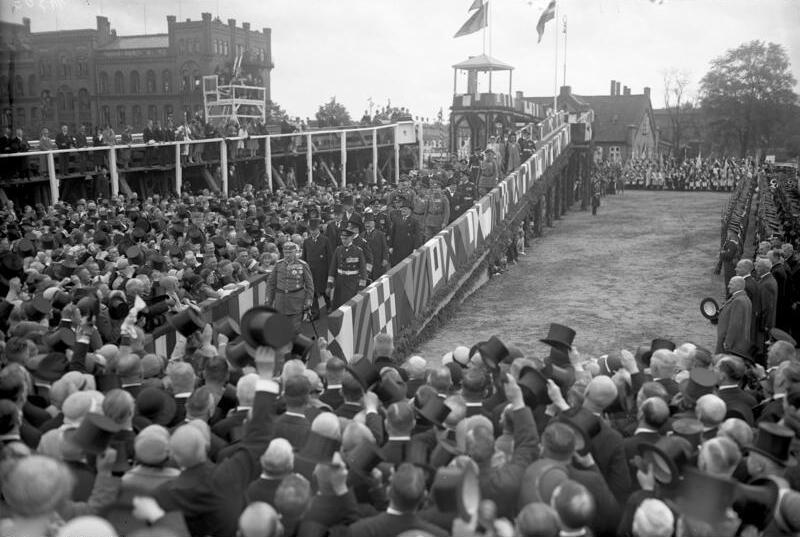
Hindenburg és Groener az emelvény elhagyásakor
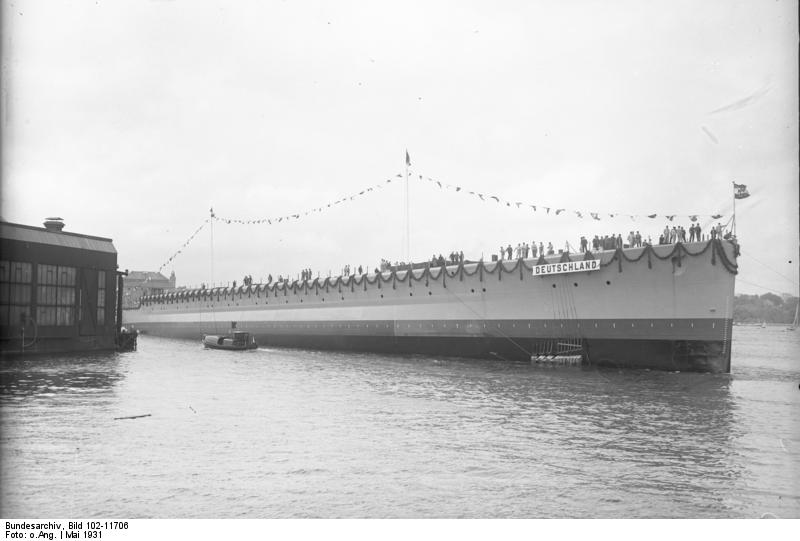
A vízrebocsátott hajótest

### Technikai adatok

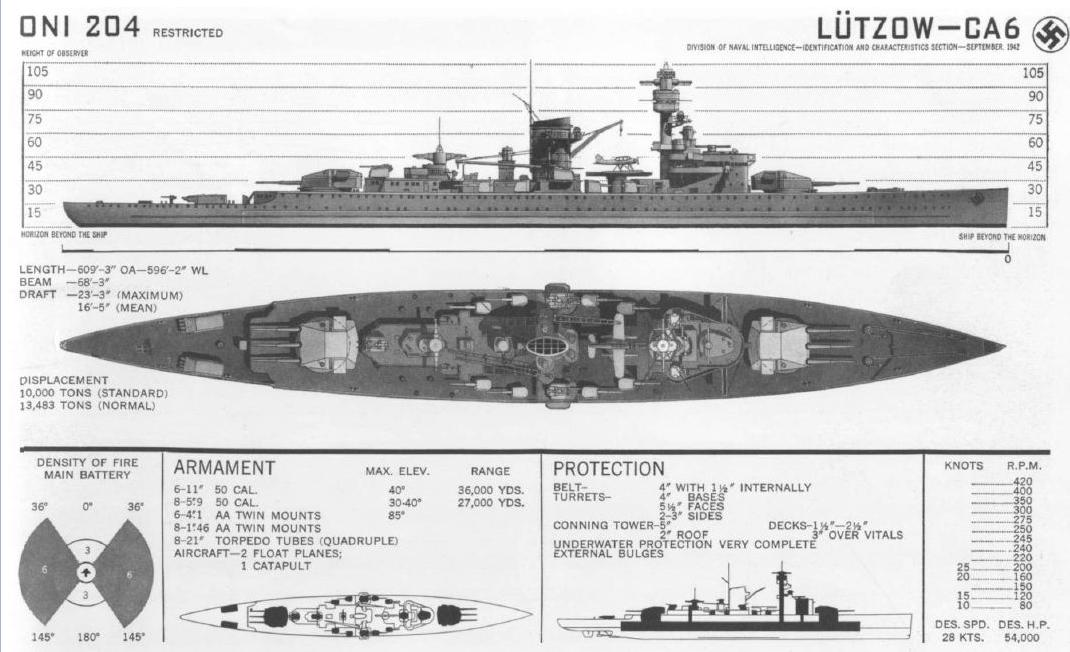
Amerikai felismerhetőségi rajz a hadihajóról
(már Lützow-ként)

A Deutschland teljes hossza 186 m, szélessége 20,69 m, legnagyobb merülése 7,25 m volt. A tervezett vízkiszorítása 12 630 t, teljes terheléssel 14 290 t volt, bár hivatalosan 10 000 t-ban adták meg, mivel  a versailles-i békeszerződések kikötései ennél nagyobb hajó megépítését nem engedélyezték Németország számára. A meghajtásáról négy MAN által gyártott kilenc hengeres, kettős működésű, kétütemű dízelmotor gondoskodott. A legnagyobb sebessége 28 csomó volt 54 000 le teljesítmény leadása mellett. A 20 csomós cirkálósebességével 10 000 tengeri mérföldet tudott megtenni. Eredetileg a fedélzetén 33 tiszt és 586 sorállományú teljesített szolgálatot, de 1935-öt követően 30 tiszt és 921–1040 sorállományú volt a fedélzetén.
A Deutschland fő fegyverzetét hat darab 28 cm űrméretű, 52-es kaliberhosszúságú (L/52) tengerészeti ágyú (28 cm SK C/28) alkotta, melyeket hármasával helyeztek el két lövegtoronyban, a hajó felépítményei előtt illetve mögött. A másodlagos fegyverzetét nyolc darab 15 cm űrméretű löveg (15 cm SK C/28) alkotta, melyeket külön lövegtalpakon helyeztek el a hajó középső részén kétoldalt. A légvédelmi tüzérsége eredetileg három 8,8 cm űrméretű, 45 kaliberhosszúságú lövegből állt, de ezeket 1935-ben újabb fejlesztésű, 78 kaliberhosszúságúakra cserélték (8,8 cm SK C/31). 1940-ben ezeket a 8,8-asokat is leszerelték és helyettük hat 10,5 cm űrméretűt (L/65) kapott, ezen felül négy 3,7 cm-es és tíz darab 2 cm-es gépágyúval is felszerelték. A háború végéig a légvédelmét többször is megerősítették, ekkorra hat 4 cm-es, tíz 3,7 cm és 28 darab 2 cm-es gépágyúból állt (a 10,5 cm-esek mellett).
Fel volt szerelve még nyolc torpedóvető csővel, melyek a taton kialakított torpedófedélzeten kaptak helyet két négycsővű kivetőszerkezetben. Főként a légi felderítést szolgálta a két Arado Ar 196 típusú hidroplánja, melyeket a hajó közepén elhelyezett katapultról lehetett indítani. Az övpáncélzata 60–80 mm, a felső fedélzetének páncélzata 17 mm vastag volt, míg a fő páncélfedélzete 17–45 mm-es volt. A fő lövegtornyok elől 140 mm, oldalt 80 mm vastagságúak voltak. A radarkészüléke először egy FMG G(gO) "Seetakt" volt, ami mellé 1942-ben egy FuMO 26-ot is kapott.

## Szolgálata

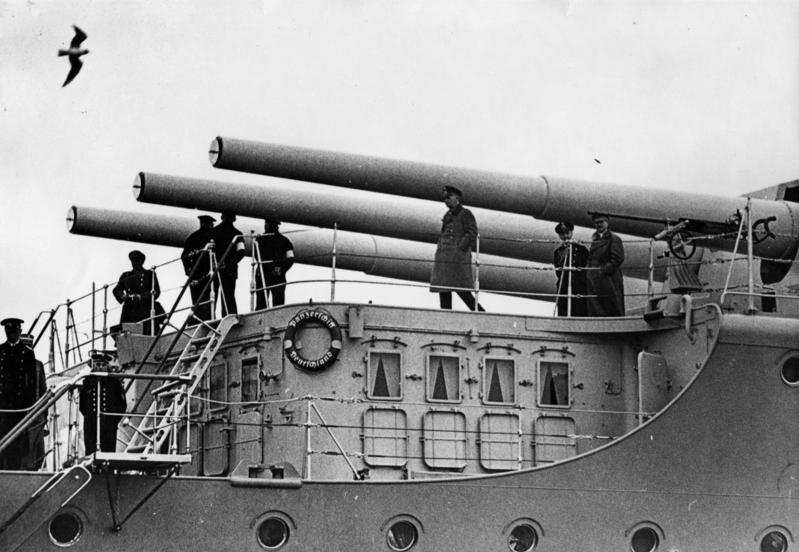
Adolf Hitler és Erich Raeder a fedélzetén (jobbra a lövegcső alatt) 1934-ben

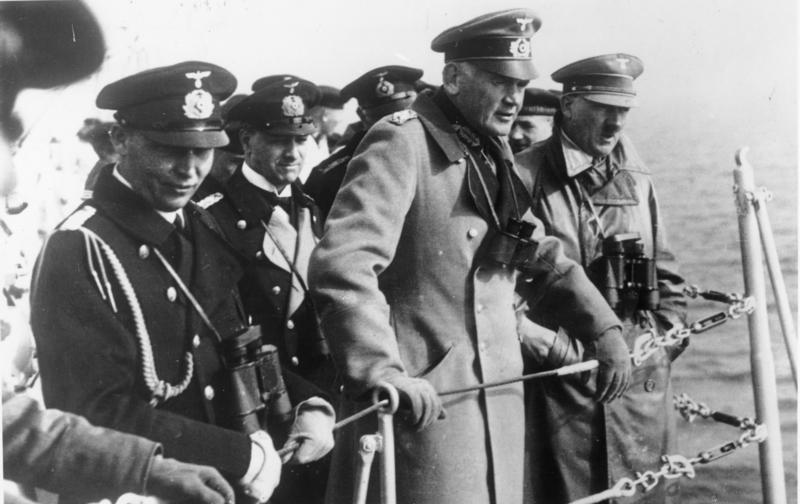
Blomberg,Hitler és Raeder (mögöttük) a fedélzetén a norvégiai út alkalmával (1934 április)

### Békeévek
Az 1933-as és 1934-es évek nagy részét a Deutschland gyakorlatozással töltötte, melyek során kiképzőhajóként szerepelt több külföldi útja során. Az 1933 májusában végrehajtott első sebességpróbák alapján 25 csomóra tették a végsebességét, de a júniusi újabb sebességpróbákon a 28 csomót is kényelmesen elérte. A próbajáratokat 1933 decemberére teljesítették, ami után a hajó a flotta aktív szolgálatába állhatott. Egy sor kapcsolaterősítő úton vett részt külföldi kikötőket érintve, köztük Göteborgot, és 1934 októberében a skóciai Edinburghot. 1934 áprilisában Adolf Hitler tett látogatást a hajó fedélzetén, állítólag egymaga bejárva a hajót és beszélgetve el a legénység tagjaival. A Deutschland április 10. és 14. között felkereste a Hardangerfjordot és a Sogne-fjordot Norvégiában Hitlerrel, Werner von Blomberg védelmi miniszterrel, Werner von Fritsch hadseregfőparancsnokkal és Erich Raederrel a fedélzetén. Május 28. és június 1. között Hamburgba tett látogatást a skagerraki csata évfordulója alkalmából.
1935-ben egy sor nagy távolságú gyakorlóutat teljesített az Atlanti-óceánra kifutva. 1935 márciusában elhajózott egészen a Karib-tengerig és Dél-Amerika vizeire. Németországba való visszatérése után az időszakos karbantartások elvégzéséhez és újabb felszerelésekkel való ellátásához dokkba került. Ekkor szerelték fel rá a katapultot és kapott kettő Heinkel He 60 típusú hidroplánt. 1935. augusztus 26-27-én ismét látogatást tett rajta Hitler Blomberg, Hermann Göring és Raeder társaságában.
1936 elején a német vizeken végrehajtott flottamanővereken vett részt, majd az újonnan átadott testvérhajójának, az Admiral Scheernek a társaságában az Atlanti-óceán középső térségéig hajózott, ami közben kikötöttek Madeira szigeténél. Május 29-én a Laboe-i Haditengerészeti Emlékmű felavatása alkalmából szervezett flottaparádén vett részt. Június 6-19. között az Admiral Scheerrel hajóztak el a La Manche felé és kerülték meg a Brit-szigeteket.

### Spanyol polgárháború

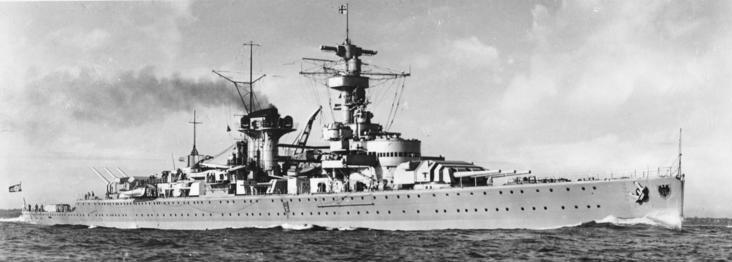
A Deutschland a spanyol partoknál folytatott járőrözés közben a lövegtornyára festett, jól kivehető csíkokkal (1938)

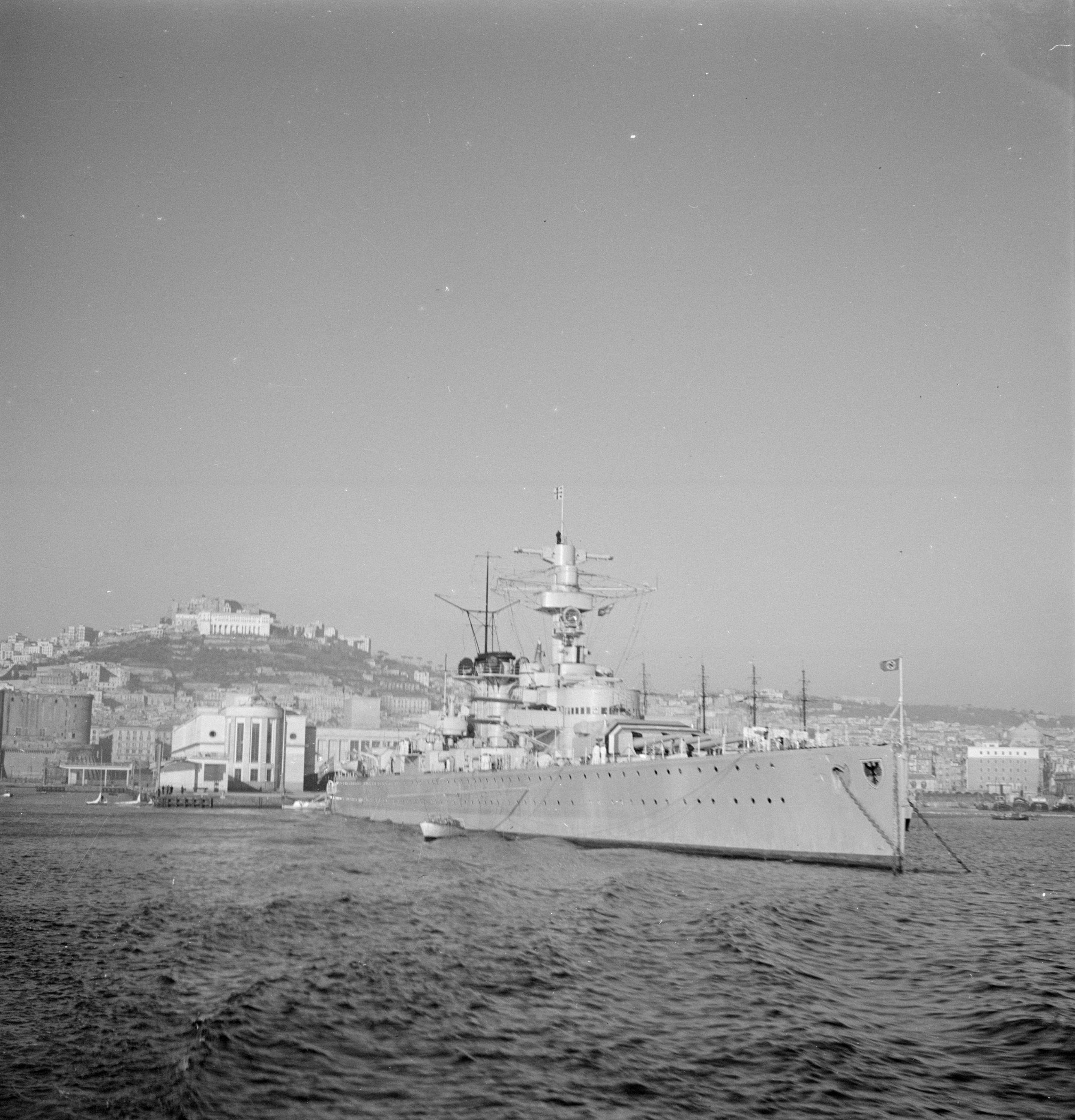
A Deutschland Nápoly kikötőjében a spanyol polgárháború idején, 1938-ban

A spanyol polgárháború kitörését követően 1936. július 23-án a Deutschlandot és az Admiral Scheert a köztársaságiak által uralt partszakaszokhoz rendelték, hogy a Benemavatkozási Bizottság által életre hívott őrjáratokban vegyenek részt. A nemzetközi blokád ideje alatt a lövegtornyaikra keresztirányban vastag fekete, fehér és piros csíkokat festettek, hogy ezzel is megkönnyítsék a levegőből való azonosíthatóságukat és jelezzék ezáltal semleges státuszukat. A polgárháború alatt feladatkörükhöz tartozott a harcok elől menekülő civilek evakuálásának segítése, a nacionalistáknak szánt, német hajók fedélzetén érkező hadianyag biztosítása, valamint információgyűjtés a részükre.
A polgárháború idején végrehajtott negyedik küldetése közben 1937 májusában Palma de Mallorca kikötőjében állt dokkban több más semleges hadihajóval, köztük britekkel és olaszokkal együtt. A kikötőt köztársasági repülőgépek vették támadás alá, de a hadihajók légvédelmi tüzérsége visszaverte őket. A Seeadler és Albatross torpedónaszádok május 24-én innen Ibiza szigetéhez kísérték a Deutschlandot. Itt horgonyozva két szovjet gyártmányú SB-2-es típusú bombázógép támadt rá, melyek titokban szovjet legénységgel repültek. A hajót két bomba találta el, az első közülük a felső fedélzetet ütötte át a híd közelében és a fő páncélfedélzet felett robbant fel, a második bomba a jobb oldali harmadik 15 cm-es ágyú közelében csapódott be és komoly tüzeket okozott az alsóbb fedélzeteken. A támadásban 31 tengerész veszítette életét és 74 sebesült meg.
A Deutschland gyorsan felvonta a horgonyt és elhagyta a kikötőt, majd találkozott az Admiral Scheerrel, hogy egészségügyi személyzetet vegyen át tőle a sebesültek ellátásához mielőtt továbbhaladt volna Gibraltárba, ahol a halottait eltemették teljes katonai tiszteletadás mellett. Tíz nappal később Hitler parancsot adott az elesettek exhumálására és Németországban való újratemetésükre. Gibraltárban a sebesülteket is partra tették a további ellátásukhoz. A támadástól feldühödött Hitler az Admiral Scheert arra utasította, hogy vegye tűz alá Almería kikötőjét a Deutschland-incidenst megtorlandó. Sztálin ezt követően szigorúan megtiltotta a német és olasz hadihajók elleni támadásokat.
A légi támadásban elesett tengerészek sírja és emlékművük Wilhelmshavenben, a haditengerészet Stadtparkban lévő hősi temetőjében található. A támadásra emlékezve Németország összes középületén félárbócra vonták a zászlókat május 31. és június 2. között.

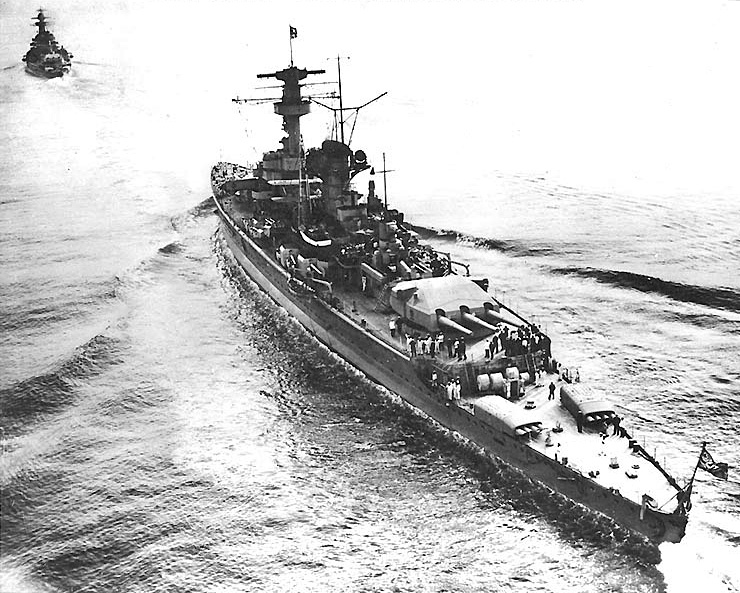
A Deutschland egyik testvérhajója mögött haladva a La Manche-csatornán 1939 áprilisában

A Deutschland 1938 és 1939 nagyobb részét a flotta többi egységének részvételével végrehajtott hadgyakorlatokkal töltötte, miközben külföldi kikötőket is felkerestek. A nacionalisták győzelmét követően hivatalos látogatást tett Spanyolországban. Egy nagy flottagyakorlaton vett részt másodikként elkészült testvérhajója, az Admiral Graf Spee, illetve a Köln, a Leipzig és a Nürnberg könnyűcirkálók, számos romboló, tengeralattjáró és ellátóhajó társaságában.

### A Szudéta-válság
1938 szeptemberében a Szudéta-válság idején a Deutschland az Azori-szigetek és a Kanári-szigetek között vett fel várakozási pozíciót, hogy amennyiben háború törne ki, akkor itt kezdhessen kereskedelmi háborúba. A támogatására a Samland ellátóhajót rendelték mellé. A válság elültével, az év októberében mindkét hajót visszarendelték Németországba.

### A Memel-vidék visszacsatolása
1939. március 23-án Adolf Hitler a Deutschland fedélzetére szállt, hogy Memel kikötőjébe utazzon. A lépést erődemonstrációnak szánták Litvániával szemben, mely ország 1923 januárjában az ún. Klaipėda-lázongások idején fegyveres erővel annektálta a területet.

### Második világháború

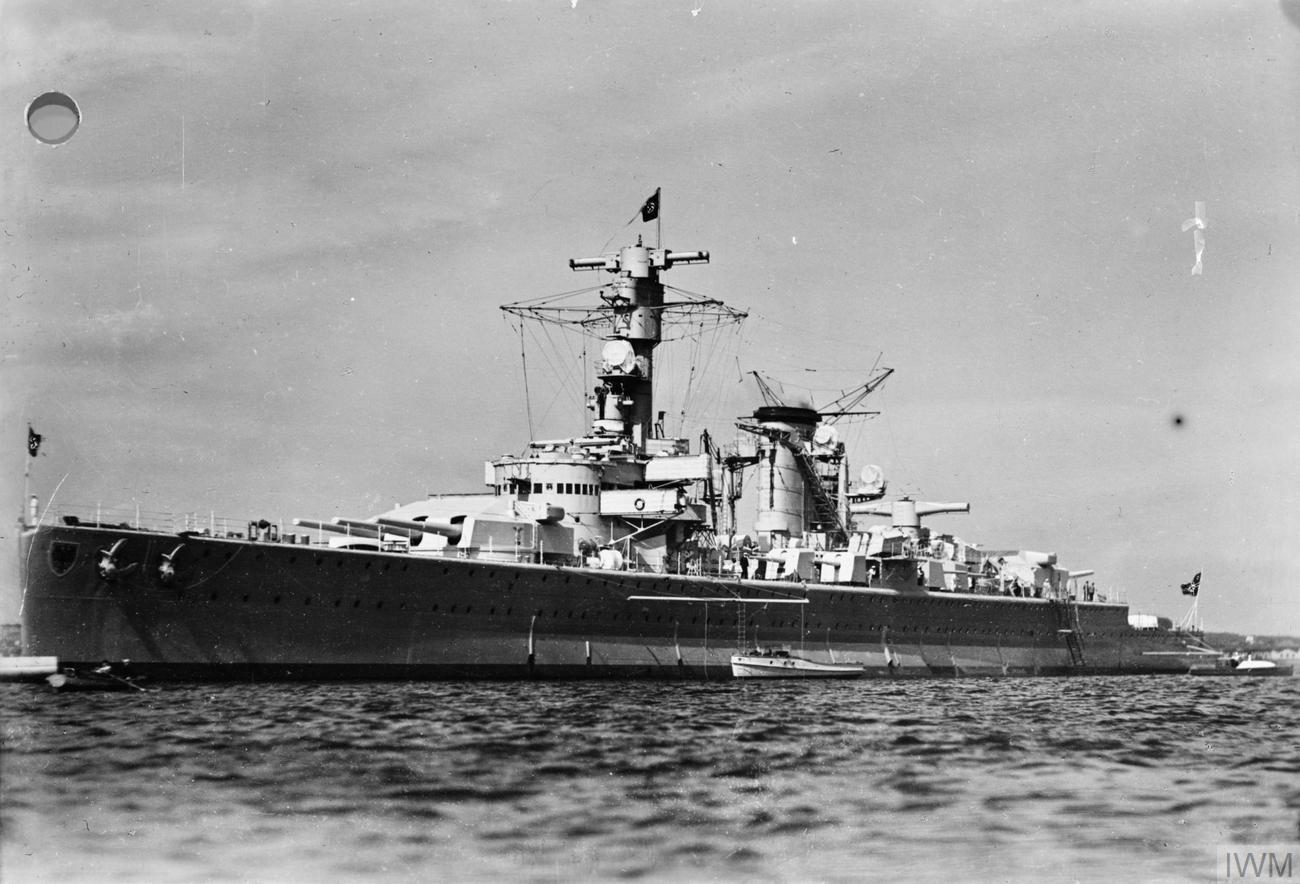
A Deutschland még a világháború kitörése előtt

#### Észak-atlanti portya
1939. augusztus 24-én, egy héttel Lengyelország megtámadása előtt a Deutschland kifutott Wilhelmshavenből, hogy Grönlandtól délre vegyen fel pozíciót. A térségben kellett támadnia az ellenséges hajóforgalmat, amennyiben Lengyelország megtámadását követően Nagy-Britannia és Franciaország hadat üzenne Németországnak. A Deutschlandot a portyázása során egy Dithmarschen-osztályú ellátóhajó, a Westerwald támogatta. Az utasításai szerint szigorúan tartania kellett magát a zsákmányjog előírásaihoz, ami szerint a portyázó hadihajóknak előbb meg kellett állítaniuk a gyanús kereskedelmi hajókat, át kellett őket kutatni tiltott áruk (kontrabandok) után és csak ilyenek fellelése után süllyeszthették el őket a legénységük biztonságba helyezése után. A tevékenysége közben kerülnie kellett még a tőle gyengébb hadihajókkal is a harcot, mivel fő feladata a kereskedelem akadályozása volt. Hitler azt remélte, hogy a lengyel hadjárat végeztével Nagy-Britanniával és Franciaországgal megegyezéses békét köthet és ezért egészen szeptember 26-ig nem adott utasítást a Deutschland számára a portyázás megkezdésére. Eddigre a Deutschland lehajózott délnek egészen a Bermuda-Azori-szigetek közötti vizekig.
Október 5-én fogta el és süllyesztette el a brit Stonegate kereskedelmi hajót, de az még küldeni tudott rádióüzenetet arról, hogy támadás érte. A Deutschland ezután északnak fordult és a Halifaxot Európával összekötő kereskedelmi útvonal mentén portyázott és itt október 9-én az amerikai City of Flint kereskedelmi hajóra talált rá. A 4963 tonnás kereskedelmi hajó fedélzetén találtak tiltott árut és ezért lefoglalták. A fedélzetére német legénységet irányítottak át, akik az eredeti legénységétől átvették az irányítást és Murmanszk érintésével a norvég partok mentén haladva vissza terveztek térni Németországba. A norvég hatóságok viszont elkobozták a hajót, mikor az Haugesund kikötőjében horgonyt vetett, ugyanis a zsákmányolt hajónak csak a norvég vizeken való áthaladásra lett volna jogosultsága, a kikötésre már nem. Az amerikai legénység ezután ismét birtokba vehette a hajót. Október 14-én a Deutschland elsüllyesztette a norvég Lorentz W Hansen  teherhajót (1918 t). Ugyanezen a napon megállította  dán Kongsdal gőzöst, amiről miután kiderült, hogy semleges kikötőbe tart, a Lorentz W Hansen legénységét átszállították rá és hagyták folytatni az útját. A Kongsdal később jelentette a brit haditengerészetnek a találkozást a német hadihajóval és megerősítette, hogy a Deutschland portyázik az észak-atlanti térségben.
A kedvezőtlen időjárás bár akadályozta a Deutschlandot a tevékenységében, ennek ellenére számos brit hadihajó figyelmét lekötötte, melyeket a felkutatására küldtek ki. A francia Force de Raid, melynek fő erejét a Dunkerque csatahajó adta, a brit konvojokat biztosította a Deutschlanddal szemben. November elején a Deutschlandot visszahívták a bevetéséről és november 7-8-án a Dánia-szoroson áthaladva érkezett vissza a Norvég-tengerre, majd kötött ki november 15-én Gotenhafenben. Az első bevetése során mindössze két kereskedelmi hajót süllyesztett el és foglalt le egy harmadikat. Gotenhafenbe való visszaérkezésekor átkeresztelték Lützow-ra. Az átnevezéséről maga Hitler hozta meg a döntést, mivel úgy vélte, hogy egy hadihajó bármikor odaveszhet és egy az ország nevét viselő hadihajó elsüllyedése katasztrofális hatású lenne a propaganda számára. Erich Raeder tengernagy, a Kriegsmarine főparancsnoka azt is remélte az átnevezéstől, hogy megtévesztőleg fog hatni az ellenség hírszerzése számára, mivel a Lützow névvel épülőben lévő Hipper-osztályú nehézcirkálót el tervezték adni a Szovjetuniónak, és a Lützow név használata a Deutschland helyett elterelheti a figyelmet a tranzakcióról is.

#### Északi-tengeri bevetése és átnevezése
Az immár Lützow nevet viselő hajó november 24-25-én zászlóshajója volt egy Wilhelmshavenből kifutó köteléknek, mely a Skagerrak vizein folytatott portyázást kereskedelmi hajók után kutatva. Ez a konkrét vállalkozás nem járt sikerrel, de valódi célja a két Scharnhorst-osztályú csatahajó hadműveletéről való figyelem elterelése volt. Ezt követően 1940 elején a danzigi hajógyárban átfogó karbantartáson esett át, melynek során ferde orrkialakítást (ún. Atlantikbug) kapott, ami javította a tengerállóságát. Eközben 1940. február 15-én minősítették át nehézcirkálóvá. Az átalakítások 1940 márciusáig tartottak, ami után újabb hosszú távú bevetésre tervezték küldeni, ezúttal az Atlanti-óceán déli részére. Áprilisban azonban a Norvégia megszállására kijelölt haderőhöz osztották be.

#### Weserübung hadművelet

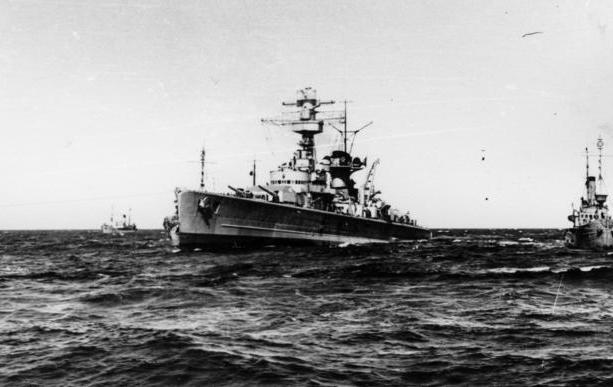
A Lützow a torpedótalálat után megsüllyedt tattal

A Lützow a Weserübung során az Oslo elfoglalásával megbízott 5. csoport tagja volt az újonnan elkészült Blücher nehézcirkálóval és az Emden könnyűcirkálóval egyetemben Oskar Kummetz ellentengernagy parancsnoksága alatt, akinek a Blücher volt a zászlóshajója. A feladathoz 2000 hegyivadászt vettek a fedélzetükre a csoport hajói. A Lützow április 7-én a Vilmos császár-csatornán át hajózott át a Balti-tengerre és kötött ki Kielben, ahol másnap csatlakozott hozzá a csoport Swinemünde felől érkező többi része. A Lützow fedélzetén 400 hegyivadász kapott helyet még Wilhelmshavenben. A hajók április 8-ika éjjelén haladtak át a Nagy-Belten és értek át a Kattegatra, ahol a brit Trident tengeralattjáró támadást intézett a flottilla ellen, de a torpedói nem találtak célt és a német torpedónaszádok elűzték a támadót.
Április 8-án röviddel éjfél előtt az 5. csoport hajói élükön a Blücherrel elhagyták norvég partvédelmi ütegek külső gyűrűjét. A Lützow közvetlenül a zászlóshajó mögött haladt, a sort az Emden zárta. A sűrű köd és a norvég semlegességi szabályzat azon rendelkezése, miszerint előbb figyelmeztető lövéseket kellett leadjanak az idegen hajókra, lehetővé tette a németek számára, hogy elkerüljék a sérüléseket. A norvégoknál riadót rendeltek el, és az Oslo-fjordba 12 csomós sebességgel behatoló németekre az Oskarsborg erőd 28 cm-es, 15 cm-es és 57 mm-es űrméretű lövegei tüzet nyitottak. A dröbaksundi csata névvel illetett összecsapás során a Blüchert számos lövedék és két torpedótalálat érte, amitől az gyorsan átfordult és elsüllyedt. Vele együtt veszett oda mintegy 1000 tengerész és hegyivadász. A Lützow-t az Oscarsborg erőd Kopås nevű ütegének három 15 cm-es lövedéke találta el, amik jelentős károkat tettek benne.

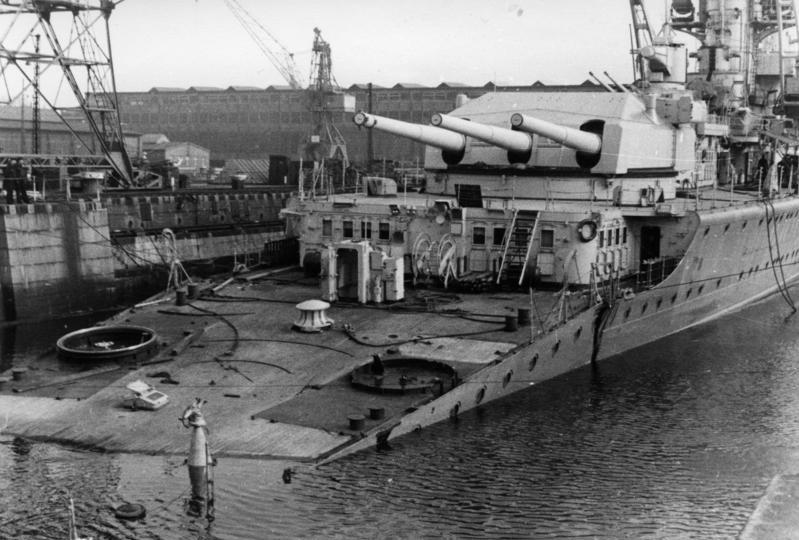
Ugyanezzel a sérüléssel már Kielben

Az egyik lövedék az elülső lövegtornyot érte, harcképtelenné téve átmenetileg a középső ágyút és megrongálva a jobb oldali ágyúcsőt. A találat következtében négy ember sérült meg. A második lövedék a fedélzetén érte, áthatolt a felső és fő páncélfedélzeteken, nagy tüzet okozva a cirkáló kórházában. A találat két katonával végzett és súlyosan megsebesített hat másikat. A harmadik találat a felépítményt érte a bal oldali repülőgép-daru mögött. Az egyik hidroplán megsérült és négy tüzér elesett. A Lützow csak a másodlagos tüzérségével tudta viszonozni a tüzet. A heves ellenállás a német harccsoportot arra kényszerítette, hogy megfordulva elhagyja a fjordot és délebbre tegye partra a szárazföldi csapatokat. Ezután a fedélzetén lévő hegyivadászokat a Lützow a Verle-öbölben (Sonsbukta öbölben) tette partra, ami után az épen maradt 28 cm-es ágyúit használta a támogatásukra. A Luftwaffe támogatásával április 9-ének délutánjára a hegyivadászok a legtöbb norvég erődítményt elfoglalták és a még harcoló norvég csapatok parancsnoka tárgyalásba kezdett a megadásról. Ezt az időt a norvég kormányzat és a királyi család ki tudta használni arra, hogy elmeneküljön Oslóból. A veszély elmúltával április 10-én a az 5. csoport megmaradt egységeivel visszatért a norvég fővárosba, majd maga a Lützow visszahajózott a délebbre lévő Hortenbe.
Innen a sérülései kijavításaihoz a Seekriegsleitung azonnal visszarendelte Németországba. Az 5. csoport többi része Norvégiában maradt, így a Lützow kíséret nélkül teljes sebességgel haladt Kiel felé, hogy elkerülje a tengeralattjárók támadását. Ennek ellenére április 11-én a brit Spearfish tengeralattjáró támadást tudott ellene intézni és 01:29-kor elért rajta egy komoly károkat okozó találatot Skagen közelében. A torpedó a cirkáló tatját találta el, leszakítva a kormánylapátot és beomlasztva magát a tatot, ami kis híján levált a hajóról. A németek szerencséjére ez a torpedó az egyik szélső volt a Spearfish által kilőtt négyből és többel már nem rendelkezett a támadás megismétléséhez. A kormányozhatatlanná vált hadihajót a 19. aknaszedő-flottilla helyszínre siető három kuttere segítségével sikerült elvontatni Kielig április 13-ra, mialatt 1300 t víz jutott a hajótestbe. A csaknem egy évig eltartó javítások elvégzéséig kivonták a szolgálatból. A Weserübung ideje alatt a hajó 19 halottat veszített és további 15 fő veszítette életét a torpedótalálat következtében. Mindezek ellenére a Lützow parancsnokát, August Thiele sorhajókapitányt Lovagkereszttel tüntették ki a dröbaksundi csatában mutatott teljesítményéért, melynek során a Blücher elvesztése után átvette az 5. csoport parancsnokságát.

#### Sommerreise hadművelet 1941 – torpedótámadás Egersundnál
A Deutsche Werke 6-os dokkjában végzett hosszas javítások során 1940. július 9-én légitámadás érte, és el is találta egy bomba, mely azonban nem robbant fel. A Lützow 1941. március 31-én állt ismét szolgálatba. A Kriegsmarine eredetileg az előző évre tervezett portyázásra akarta küldeni, amihez testvérhajója, az Admiral Scheer csatlakozott volna hozzá. Június 12-én öt romboló kíséretében indult útnak Norvégiába, ahonnan a portyára kellett indulnia. Egersund előtt brit Bristol Beaufort torpedóbombázók támadtak rá. Egy torpedó a bal oldalának közepét találta el, ami tönkre tette az elektromos rendszerét és ezzel mozgásképtelenné tette a hajót. A bal oldali hajócsavarja megsérült és egyre jobban megdőlt a bal oldalára. A legénység vészmegoldásokat alkalmazva javította ki a károkat, ami lehetővé tette, hogy visszatérjen Kielbe június 14-én délutánra. Kielben ezután hat hónapig javították és közben a kéménysapkáját egy jóval magasabb kialakításúra cserélték, az előárbóc távmérőjének a tetejére pedig egy módosított radarberendezés került. 1942. május 10-én nyilvánították ismét bevetésre alkalmassá.

#### Áthelyezése Norvégiába

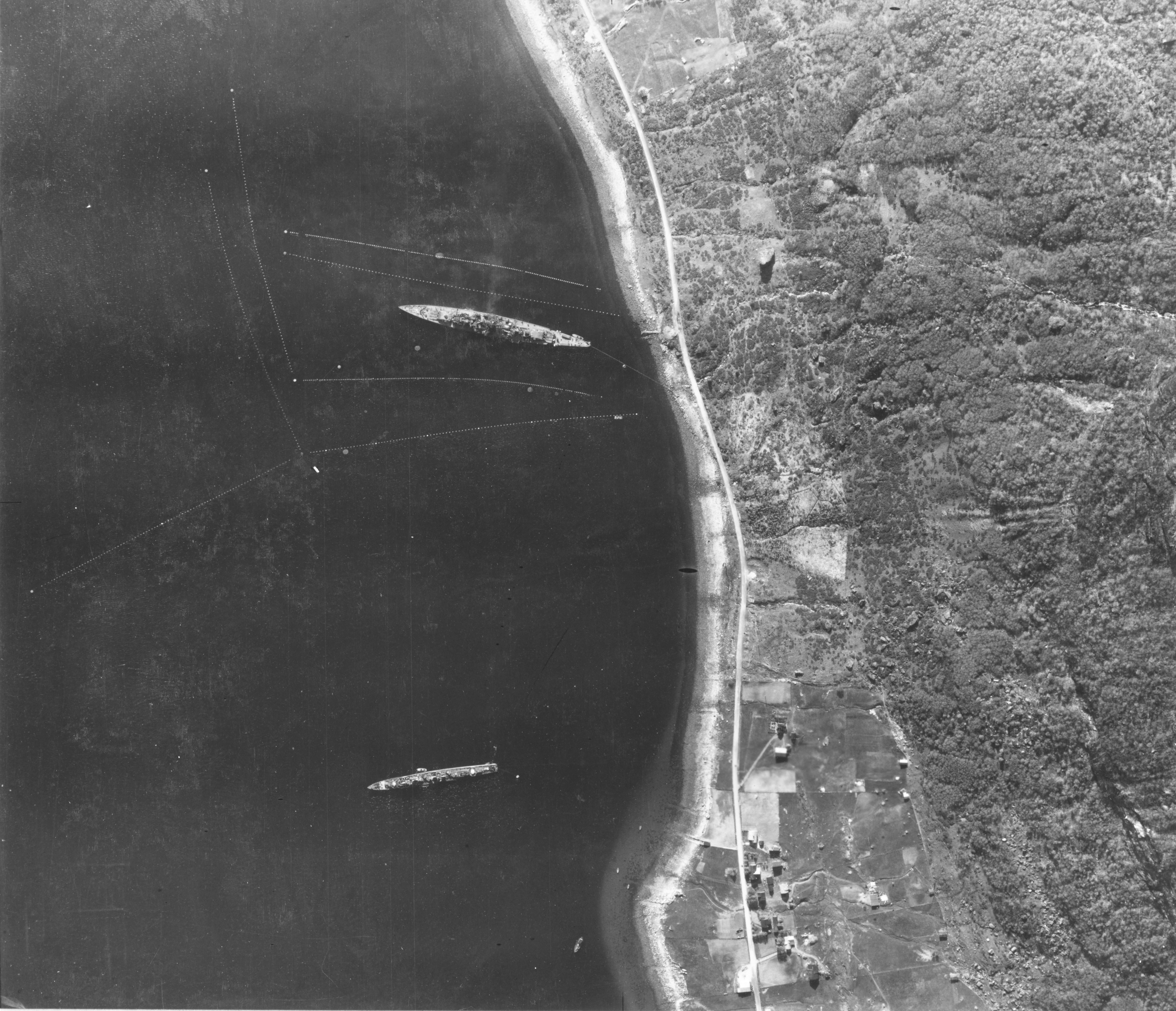
A Lützow Norvégiában egy romboló társaságában

A Lützow 1942. május 15-én hagyta el ismét Németországot, hogy erős biztosítás mellett Kristiansand és Trondheim érintésével Narvikba hajózzon, ahova május 25-én érkezett meg. A közeli Bogen-öbölben csatlakozott az Admiral Scheerhez és a Kummetz altengernagy vezette 2. harccsoport (Kampfgruppe 2) zászlóshajója lett. A Norvégia északi részén állomásozó német hadihajók fő feladata a Szovjetunióba tartó konvojok fenyegetése volt, de az üzemanyaghiány erősen korlátozta a hadihajók bevethetőségét, így a két nehézcirkáló harci gyakorlatokat is csak korlátozott mértékben tudott végrehajtani.

#### Rösselsprung hadművelet
A harccsoport részt vett a Rösselsprung hadműveletben, a PQ 17 jelzésű konvoj elleni támadásban. Július 3-án a haderő elhagyta az Ofot-fjordban lévő horgonyzóhelyeit, de a sűrű ködben a Lützow és három romboló zátonyra futott a Tjeldsund tengerszorosban és jelentős károkat szenvedtek. A nehézcirkáló 02:45-kor érintette a tengerfeneket és ennek következtében X-es számú olajtartálya felhasadt, ami miatt vissza kellett térnie Narvikba. A britek észlelték a németek indulását és ezért a konvoj feloszlatása mellett döntöttek, így az ahhoz tartozó hajóknak különválva kellett elérniük úticéljukat. Észlelve, hogy a támadást már nem tudják meglepetésszerűen végrehajtani, a németek visszahívták a felszíni hadihajóikat és a PQ 17 elpusztítását a tengeralattjárókra és a Luftwafféra bízták. A 35 kereskedelmi hajóból 24 veszett oda a német támadásokban. A Lützow átmeneti javítását a Lo-fjordban végezték el, majd augusztusban Kielbe rendelték, ahol a Deutsche Werkénél augusztus 28-tól végezték a nagyjavítását és ez egészen október végéig eltartott. Október 30-án kezdhette meg rövidre szabott próbajáratait, majd november elején visszatérhetett Norvégiába rombolók kíséretében. Narvikba november 12-én érkezett meg.

#### Barents-tengeri csata

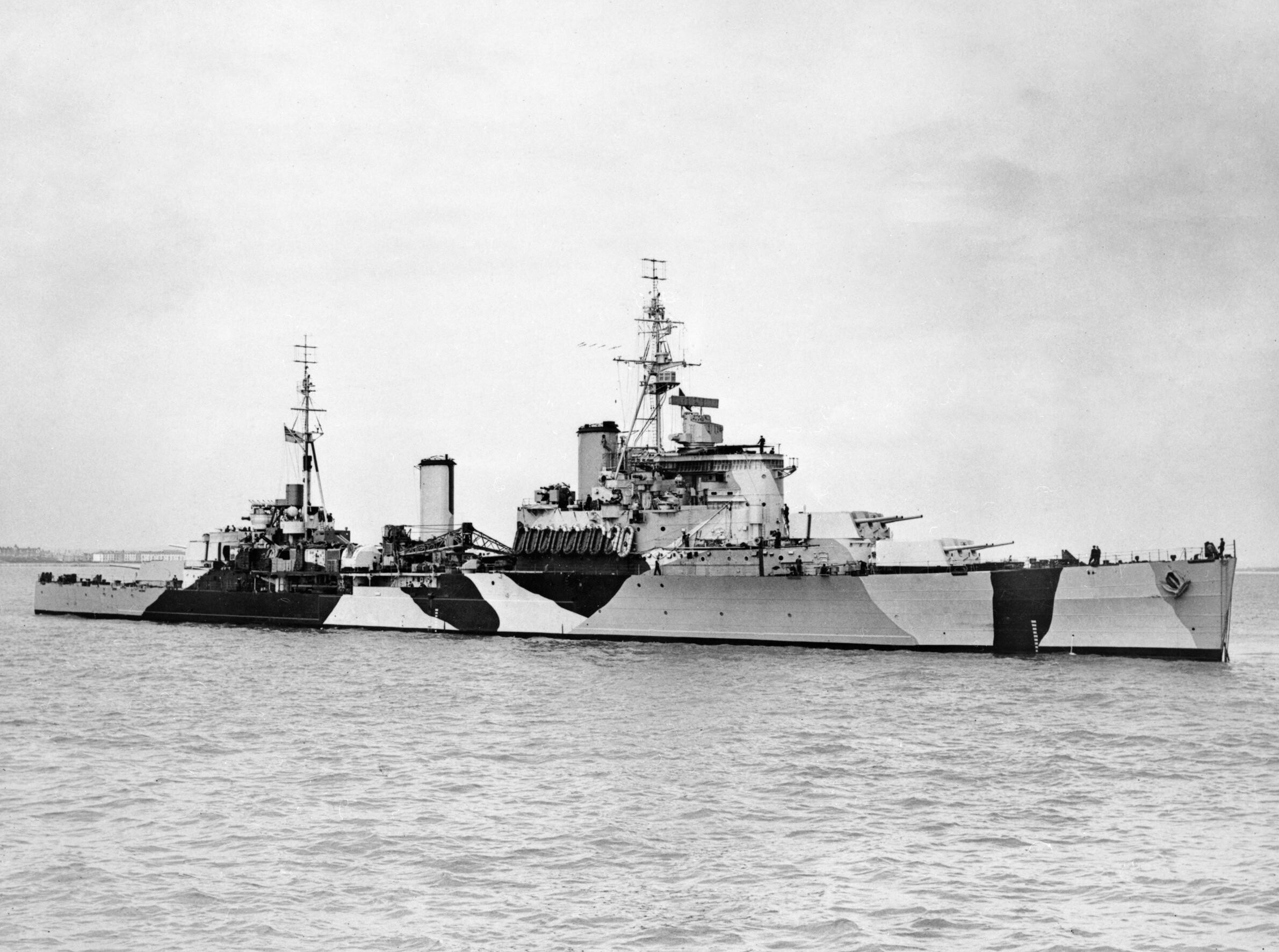
HMS Jamaica

December 30-án a Lützow az Admiral Hipper nehézcirkálóval és hat rombolóval futott ki az Unternehmen Regenbogen (Szivárvány hadművelet) végrehajtására Narvikból, aminek során a JW 51B jelzésű konvoj ellen intéztek támadást. A konvojt a német hírszerzési értesülések szerint csak csekély erők biztosították. Kummetz terve az volt, hogy az erőit két részre osztva hajtja végre a hadműveletet. Ő maga az Admiral Hipperrel és három rombolóval a konvojtól északra helyezkedik és innen támadja meg azzal a céllal, hogy elvonja a kísérő hadihajókat, míg a Lützow és három másik romboló déli irányból támadja meg ezután a védtelenül maradt konvojt. 31-én 09:15-kor a brit Obdurate romboló észlelte a Hippert kísérő három rombolót. Elsőként a németek nyitottak tüzet, mire a konvojt kísérő többi öt rombolóból négy az Obdurate segítségére sietett, a hátramaradó Achates pedig füstfüggönybe burkolta a kereskedelmi hajókat. Kummetz ekkor északnak tért ki, hogy a brit rombolókat maga után vonja. Robert Sherbrooke kapitány, a kísérő hajók parancsnoka két rombolót hagyott hátra a konvoj biztosítására, míg a másik néggyel az Admiral Hipper üldözésére indult.
A Lützow eközben délről megközelítette a konvojt és 11:42-kor tüzet nyitott rá. A kedvezőtlen körülmények a pontos tüzelést jelentősen megnehezítették, ezért már 12:03-kor be is szüntette a tüzét. A konvojt távolról biztosító Force R (R harccsoport) parancsnoka, Robert Burnett ellentengernagy a Sheffield és Jamaica cirkálóval nagy sebességgel az összecsapás helyszíne felé tartott. A két brit cirkáló az Admiral Hippert vette tűz alá, mely ekkor a bal oldalán lévő Obedient rombolót lőtte. Burnett cirkálói a Hippert a jobb oldala felől közelítették meg és ezzel teljes meglepetést értek el. A Lützow-t ekkor a kereskedelmi hajók elleni támadás beszüntetésére utasították és a Hipper megsegítésére küldték. A Lützow akaratlanul bár, de épp a brit cirkálók mellé került és miután ellenséges hajókként azonosította őket, tüzet nyitott rájuk, ami azonban pontatlan volt. A brit cirkálók a Lützow ellen fordultak, miközben a két német cirkáló tüzébe kerültek. Burnett hirtelen a visszavonulás mellett döntött a nagyobb tűzerejű németek elől, mivel a könnyűcirkálóinak 152 mm-es lövegei, míg a Hippernek 20,3 cm-es, a Lützow-nak 28 cm-es lövegei voltak.

#### Hadműveletek a Balti-tengeren
Hitler felháborodva fogadta a konvoj elleni támadás sikertelenségét és parancsba adta, hogy az összes nagyobb német hadihajót bontsák le. Tiltakozásul Raeder tengernagy lemondott, helyére Hitler Karl Dönitz tengernagyot nevezte ki a Seekriegsleitung élére, aki Hitlert meggyőzte arról, hogy érdemes megtartani a nagy hadihajókat. Márciusban a Lützow-t áthelyezték az Alta-fjordba, ahol gondjai adódtak a dízelmotorjaival. A hajtóműrendszer olyannyira megbízhatatlannak bizonyultak, hogy a javításukat Németországban kellett elvégezni. Ezután rövid időre visszatért még Norvégiába, de 1943 végére átfogó karbantartások váltak szükségessé, ezért szeptemberben visszarendelték Kielbe. A munkálatokat 1944 januárjára végezték el Kielben, ami után a Balti-tengeren maradt, ahol az újonnan kiképzett tengerészekkel hajtott végre hadgyakorlatokat iskolahajóként.
1944 októberétől a visszavonuló német csapatokat támogatta a Balti-tenger partja mentén Memelnél és az Ösel sziget déli részén lévő Sworbe félszigetnél szárazföldi célpontokat lőve. Decemberben ismét Memelnél és Elbingnél támadott szárazföldi célpontokat. 1945 folyamán is a Prinz Eugennel és az Admiral Scheerrel felváltva támogatták a szárazföldi csapatokat Kelet-Poroszországban. Február folyamán Frauenburg, Elbing és Tolkemit térségében lőtték a szovjet csapatokat, márciusban Danzig és Gotenhafen térségében. A Lützow-t csak a lőszerkészletei elapadása után vonták vissza április 8-án Swinemündébe, ahol a lőszerkészleteit feltöltötték, hogy ismét bekapcsolódhasson a harcokba.

##### Brit légitámadások

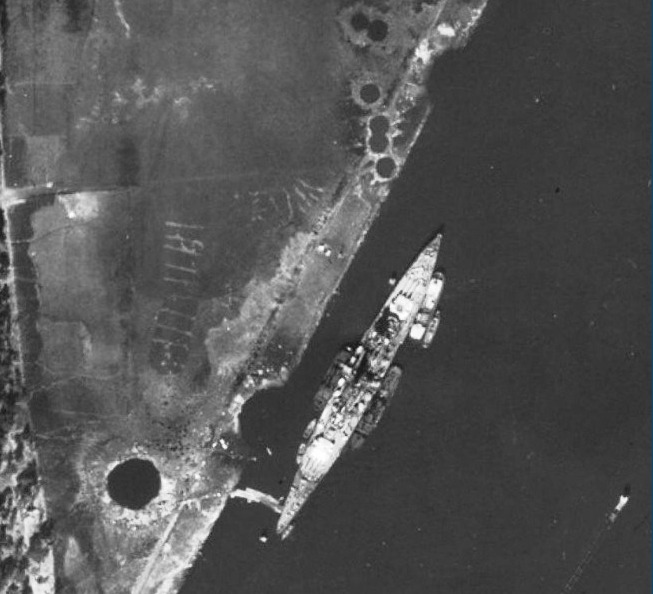
A Kaiserfahrt-csatornában megfeneklett Lützow

1945. április 13-án 24 Avro Lancaster bombázógép intézett támadást a Lützow és a Prinz Eugen nehézcirkáló ellen, de találatot nem tudtak elérni a ködös időben. A brit légierő két nappal később is sikertelen támadást intézett ellenük, de április 16-án a 617. „gátromboló” bombázószázad 18 Lancasterének 5,4 tonnás Tallboy bombákkal végrehajtott támadása már sikeresebb volt a Swinemündétől délre lévő Kaiserfahrtban horgonyzó Lützow ellen. Több bomba a cirkáló közelében csapódott be, az egyik egy 20 m hosszú repedést okozott a cirkáló bal oldalán, amitől az oldalára dőlve süllyedt le a csatorna sekély vízében a partnak dőlve. Egy az elülső lőszerraktár közelébe becsapódó 500 kg-os bomba kis híján teljesen megsemmisítette a hajót, de a gyújtószerkezete csődöt mondott. Egy másik 500 kg-os bomba a hajó orrát találta el. A légvédelme a támadó repülőgépek közül egy Lancastert lelőtt és több másikat megrongált.
A sekély vízben megfeneklett cirkálónak a víz a felső fedélzete alatt maradt két méterrel. Miután a hajótest külső héját tömítették, kiszivattyúzták a vízzel elöntött helyiségeket, és átmeneti megoldásokkal helyreállították az elektromos berendezéseit, a hátsó lövegtorony, a közepes tüzérség néhány lövege, valamint a légvédelmi tüzérsége továbbra is bevethető maradt, így a „Thiele harccsoport” tagjaként rögzített tüzérségi ütegként lehetett használni az előretörő szovjet szárazföldi csapatokkal szemben. A Stettint másnap elérő szovjet páncéloserőknek a hajó nehéztüzérsége súlyos veszteségeket tudott okozni. A szovjetek először úgy hitték, V–1-esekkel támadják őket. Április 28-ra az ’A’ lövegtornyot is működőképessé tudták tenni, ami után az még 300 lövedéket el tudott lőni. Ilyen minőségben egészen május 4-ig folytatni tudta a harcot, mikor is elfogyott a nehéztüzérségének a lőszere.

##### Önelsüllyesztése
Május 4-én hozzáláttak az elsüllyesztésének előkészítéséhez és már nap közben a felhalmozott kivetőtöltetekkel felrobbantották a két lövegtornyát, a hajótestet pedig a megmaradt tüzérségi lövedékekkel (a külső héját fel nem robbant brit légiaknákkal) szándékoztak tönkre tenni. A robbantás előtti éjjelen elromlott az egyetlen még ép szivattyú és az emiatt a felszakadt üzemanyagtartályból kiömlő és a gyorsan emelkedő vízszint tetején úszó olaj lángra kapott (vélhetően a felhevült szivattyútól), majd hamar nagy tüzet okozott. Mivel ezzel együtt a még működő egyetlen áramtermelő is tönkrement és a legénység – a robbantásért felelős tiszt, Lipps korvetthadnagy kivételével – a közeli erdőbe húzódott, lehetetlen volt a tüzet megfékezni. Lipps korvetthadnagy a kajütjében aludt, mivel a robbantást csak másnap reggel tervezték végrehajtani. Neki sikerült még könnyebb sérülésekkel elhagyni a hajót azelőtt, hogy a légiaknáknak a kajütjében őrzött gyújtószerkezetei a hőség miatt felrobbantak. Ezután csaknem minden robbanótöltet felrobbant, ami komoly sérüléseket okozott a hajónak, de nem pusztította el azt teljesen.

## Feltevések a háború utáni sorsával kapcsolatban
A Lützow ezutáni sorsa sokáig tisztázatlan volt, mivel a német hadihajók nagy részét a szovjetek foglalták le. Erich Gröner és M. J. Whitley történészek szerint a szovjet haditengerészet 1947 szeptemberében kiemelte a hajótestet és 1948–1949 folyamán lebontották.
Hildebrand, Röhr és Steinmetz történészek a „Die Deutschen Kriegsschiffe” című könyvükben azt írták, hogy a hajót Kolberg előtt süllyesztették el és szerintük a Gröner és Whitley által említett, 40-es évek végén lebontott Lützow az Admiral Hipper-osztályú – a Szovjetuniónak 1940-ben eladott – Lützow nehézcirkáló volt.
Hans Georg Prager történész a szovjet archívumokat kutatva a 2000-es évek elején bukkant rá azokr az iratokra, melyek alapján a Lützow-t fegyverteszteken süllyesztették el a Balti-tengeren Swinemünde közelében 1947. július 22-én.

## Tényleges sorsa – szovjet robbantási kísérletek

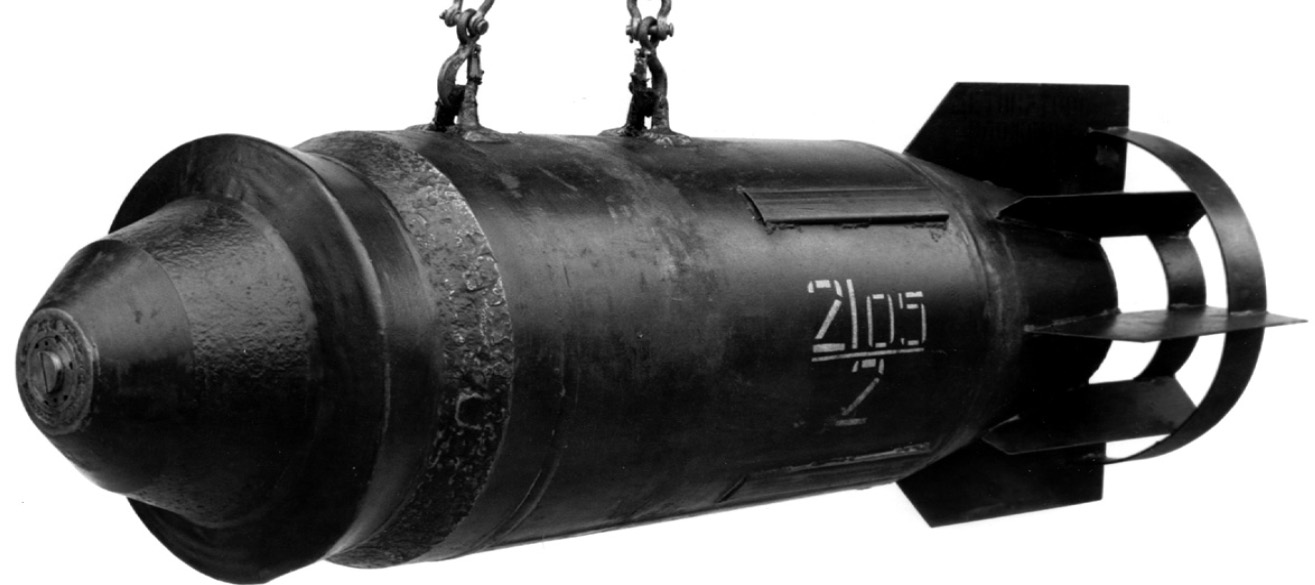
Szovjet FAB-500-as bomba

A háború után a hajóroncsot a Szovjetuniónak ítélték oda, ahol 1947 májusában az a döntés született, hogy a Balti-tengeren fogják elsüllyeszteni. A Balti Flottához tartozó EPRON (Különleges Fontosságú Vízalatti Műveletek Expedíciója orosz rövidítése) 77. egysége vizsgálta meg a hajót. A vizsgálatok megállapították, hogy a V-VII. részlegeket a vízszintig elárasztotta a víz. A II. részlegben a víz a felső platformig ért, a duplafenék X-XI. részlegekre eső részén és az ’A’ lövegtorony körzetében az alsó platformig. A hajó jelentősen bólintott az orra irányába és enyhén meg volt dőlve a bal oldalára. A víz alatti részét búvárok vizsgálták meg, akik a vízvonal alatti részen öt léket találtak. A legnagyobb ezek közül körülbelül 7 m × 1 m nagyságú volt, egy másik 4 m × 1 m-es, a többi jóval kisebb volt ezeknél. A hajó még azért volt a víz felszínén, mert a hajóorr felült a Kaiserfahrt medrének aljára.
Az úszóképesség helyreállítását lékponyvák felhelyezésével valamint az összes válaszfal és lék tömítésével érték el. Motoros szivattyúkkal ezután kipumpálták a vizet az V., VI. és VII. részlegekből, ami után a hajó felemelkedett a vízfelszínre és a szivattyúk tovább való üzemeltetésével tartották fent. 1947. július 20-án Swinemünde külső révjéhez vontatták, ahonnan a Wolynets jégtörő vontatta tovább a kijelölt elsüllyesztési helyszínre, ide július 22-én 08:25-re érkeztek meg. Az SK-468 jelzésű partvédelmi csónak ekkor már itt volt az események dokumentálásának céljából.
A kísérleti program azt irányozta előre, hogy
1. egy 500 kg-os FAB-500 bombát a parancsnoki állás tetején, egy 100 kg-os FAB-100 jelzésű bombát az ’A’ jelű torony előtt és egy további 100 kg-os bombát a felépítményeken közvetlenül a kémény mögött egyszerre robbantsanak fel,
2. egy 500-kg-os bombát (FAB-500) a felépítményeken a katapultnál robbantsanak fel,
3. egy 500 kg-os bombát (FAB-500) a páncélfedélzetnek az ’A’ torony barbettája mögötti részén robbantsanak fel,
4. egy 250-kg-os bombát (FAB-250) a felső fedélzeten, egy további FAB-250-est a páncélfedélzeten a második gépterem felett, valamint egy FAB-100-ast a páncélfedélzeten a horgonycsörlő és az ’A’ torony barbettája között robbantsanak fel.

10:25-kor hajtották végre az első robbantást. Az FB-500-as bomba detonációja átszakította a parancsnoki állás tetejét, az ’A’ jelű torony előtt elhelyezett FB-100-as besült, a másik FAB-100-as gyújtószerkezete csak részben működött és szintén nem robbant fel. A kísérleten ekkor módosítottak és az ’A’ torony lövegei alá egy FAB-250-est lógattak fel. Az első robbantásból visszamaradt FAB-100-asokat ismét előkészítették. A második robbantásra 12:45-kor került sor, a két FAB-100 ekkor sem robbant fel. A FAB-250-es csak kisebb károkat okozott a hajó hátsó részén. A FAB-500-as tönkretette a katapult alapzatát, átütötte a fedélzetet és gyorsan kialvó tüzet okozott. Ezután az a döntés született, hogy eltávolítják a szivattyúkat és a harmadik, illetve negyedik kísérlet tölteteit egyszerre hozzák működésbe. A hajó elején elhelyeztek még egy FAB-500-ast. A harmadik robbantásra 15:45-kor került sor. Az ’A’ jelű torony környékén csak külső sérülések voltak megfigyelhetőek. A hajó eleje a páncélövig felszakadt, lassan elárasztotta a hajótestet a víz, ami először az orrát húzta le. 16:23-kor került a víz alá az orrtőke, egy perccel később a tat emelkedett ki a vízből. Ezután a hajó 30°-os bólintással és enyhe balra dőléssel süllyedt el. A hajóroncs vélhetőleg 110 méteres mélységben nyugszik.
2020 októberében megtalálták az egyik Lützow-ra ledobott és fel nem robbant Tallboy bombát a Kaiserfahrtban. A közelben lakó 750 ember kilakoltatását követően egy távirányítású eszköz segítségével erős tűzben el akarták égetni a robbanószerkezetet, hogy el tudják kerülni a detonációt, de a bomba eközben mégis felrobbant. Személyi sérülés nem történt.

## Parancsnokai
| 1933. április 1. – 1935. szeptember 29.    | Hermann von Fischel sorhajókapitány                                                   |
| 1935. szeptember 30. – 1937. szeptember 2. | Paul Fanger sorhajókapitány                                                           |
| 1937. szeptember 3. – 1939. november 29.   | Paul Wenneker sorhajókapitány                                                         |
| 1939. november 30. – 1940. április 18.     | August Thiele sorhajókapitány                                                         |
| 1940. április 19. – 1940. június 23.       | Fritz Krauss fregattkapitány megbízott (mit der Wahrnehmung der Geschäfte beauftragt) |
| 1940. június                               | Weber korvettkapitány                                                                 |
| 1940. június 23. – 1940. augusztus 8.      | Heller sorhajóhadnagy                                                                 |
| 1941. március 31. – 1941. július 3.        | Leo Kreisch sorhajókapitány                                                           |
| 1941. július 3. – 1943. november 10.       | Rudolf Stange sorhajókapitány                                                         |
| 1941. szeptember 7. – 1942. január 17.     | - Leo Kreisch sorhajókapitány (helyettes)                                             |
| 1943. november 10. – 1944. január          | - Horst Biesterfeld fregattkapitány (helyettes)                                       |
| 1944. január – 1945. április 22.           | Bodo-Heinrich Knoke sorhajókapitány                                                   |
| 1944 november                              | - Gerhardt Böhmig sorhajókapitány (helyettes)                                         |
| 1945. április 22. – 1945. május 4.         | Ernst Lange fregattkapitány (mit der Wahrnehmung der Geschäfte beauftragt)            |